# Addison Rae
Addison Rae Easterling (Lafayette, 6 ottobre 2000) è una cantante e attrice statunitense.

## Biografia
Nata dal matrimonio tra l'attore e businessman Monty Lopez e Sheri Easterling, è cresciuta nella città di Lafayette e inizia a studiare danza fin dall'infanzia e vince diverse gare di livello nazionale come ballerina. Dopo essersi trasferita a Los Angeles per frequentare l'università, nel 2019 inizia a condividere contenuti sulla piattaforma TikTok, guadagnando grande popolarità e raggiungendo un picco di oltre 88 milioni di follower.
Lasciata l'università, inizia a lavorare come testimonial per brand come Reebok, L'Oréal, Hollister e American Eagle. Dal gennaio 2020 realizza con sua madre un podcast settimanale esclusivo per Spotify dal titolo Mama Knows Best. Nell'agosto dello stesso anno, secondo le stime di Forbes, il suo successo sui social media è tale da garantirle un patrimonio di 5 milioni di dollari, rendendola la tiktoker ad aver raggiunto i migliori profitti di sempre fino a quel momento.
Nel marzo 2021 debutta come cantante pubblicando il singolo Obsessed, che riceve pareri abbastanza negativi dalla critica, motivo che la porta ad accantonare momentaneamente la carriera musicale. Successivamente esordisce anche come attrice nel film He's All That, un remake della commedia del 1999 Kiss Me (She's All That). Nonostante il suo debutto come film più visto della settimana su Netflix, anch'esso viene stroncato dalla critica. Nello stesso anno lancia una linea di cosmetici e un profumo e viene anche premiata con uno Streamy Award nella categoria "Lifestyle Creator" per via dei contenuti condivisi su YouTube.
A partire dal 2022 diverse canzoni registrate per quello che doveva essere il suo primo album vengono fatte trapelare sul web, ricevendo responsi positivi. Di conseguenza il 18 agosto 2023 pubblica il suo primo EP AR, composto da quattro dei svariati brani trapelati, di cui uno in collaborazione con Charli XCX. Sempre nel 2023 interpreta il ruolo di Gabby nel film Thanksgiving di Eli Roth, per poi venire confermata al fianco di Ryan Reynolds nel film del 2024 Animal Friends.
Nel marzo 2024 collabora nuovamente con Charli XCX nel remix di Von Dutch realizzato da A. G. Cook. Poco tempo dopo firma un contratto con la Columbia Records, con la quale debutta con il singolo Diet Pepsi, pubblicato il 9 agosto 2024. Il brano riesce ad esordire alla posizione 86 della classifica statunitense di Billboard, divenendo il primo ingresso della sua carriera, e si spinge fino al numero 54; in Europa riesce ad entrare nella top 10 irlandese e nella top 15 britannica. Successivamente ha pubblicato il singolo Aquamarine ad ottobre 2024. Nel febbraio 2025 viene rilasciato il singolo High Fashion. Il suo primo album in studio, intitolato Addison, viene rilasciato il 6 giugno 2025, preceduto dai singoli Headphones On e Fame Is a Gun. L'album ha debuttato alla posizione 4 della Billboard 200. Il 17 giugno, Rae annuncia il suo primo tour da solista, The Addison Tour, con date in Europa, Nord America e Australia, da agosto a novembre 2025. Il 3 e il 4 luglio 2025, inoltre, apre i concerti di Lana Del Rey al Wembley Stadium a Londra.
In seguito, viene annunciato che prenderà parte al film Animal Friends al fianco di Ryan Reynolds e Aubrey Plaza, al cinema dal 2026.

## Stile e influenze musicali

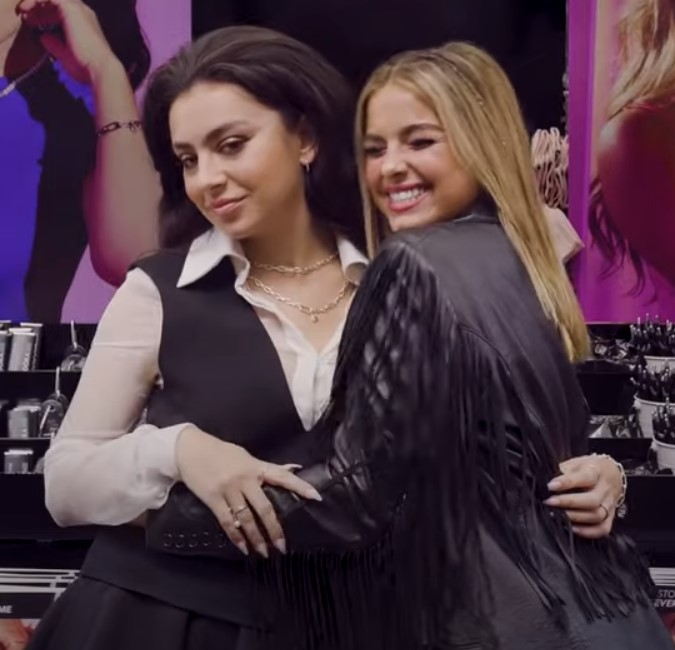
Addison Rae e Charli XCX nel 2021

La critica musicale ha etichettato la musica di Addison Rae come dance pop, bubblegum pop e synth pop, che richiama fortemente le sonorità degli anni 2000. Rae ha dichiarato in diverse occasioni di essere ispirata da artisti come Madonna, Britney Spears, Rihanna, Barbra Streisand, Sophie, Arca e Charli XCX, quest'ultima divenuta sua mentore e figura importante per la sua svolta musicale. Inoltre è stata fortemente paragonata ad artisti come Lana Del Rey e Britney Spears per la loro influenza nei testi e nelle produzioni.

## Impatto mediatico

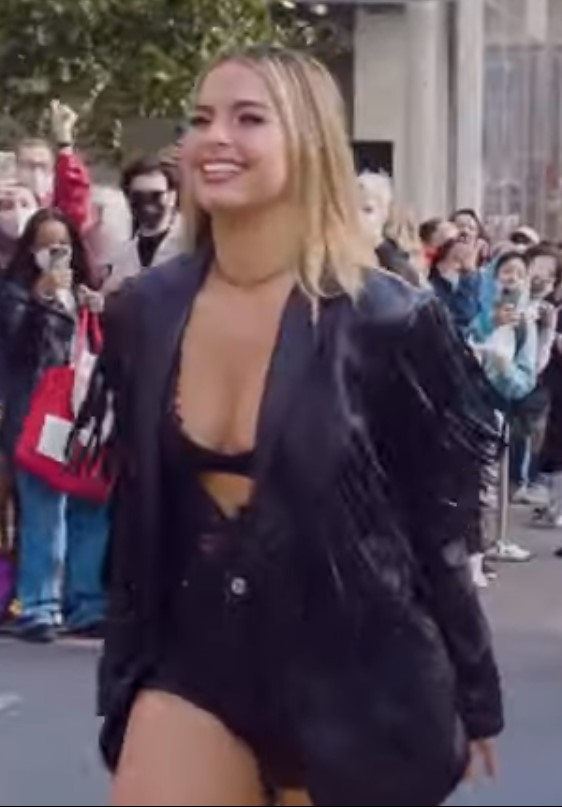
Addison Rae ad un evento Pandora a New York nel 2021

Addison Rae, assieme ad altre celebrità come Billie Eilish e Ice Spice, è stata accreditata per aver riportato alla moda il piercing all'ombelico negli anni 2020. Nel 2021 il rapper The Kid Laroi ha pubblicato un singolo intitolato proprio Addison Rae.

## Vita privata
Nell'ottobre 2020 ha confermato sui social media la sua relazione con il tiktoker Bryce Hall; i due si sono lasciati l'anno seguente. A partire dal 2021 è legata sentimentalmente al produttore Omer Fedi.

## Discografia

### Album in studio
- 2025 – Addison

### Extended play
- 2023 – AR

### Singoli
- 2021 – Obsessed
- 2024 – Diet Pepsi
- 2024 – Aquamarine
- 2025 – High Fashion
- 2025 – Headphones On
- 2025 – Fame Is a Gun

### Collaborazioni
- 2024 – Von Dutch (A. G. Cook Remix)  (Charli XCX feat. Addison Rae e A. G. Cook)

## Filmografia

### Cinema
- He's All That, regia di Mark Waters (2021)
- Thanksgiving, regia di Eli Roth (2023)

### Doppiaggio
- Spy Cat, regia di Christoph Lauenstein e Wolfgang Lauenstein (2020)

## Tournée

### Artista principale
- The Addison Tour (2025)

### Artista d'apertura
- The Right Person Will Stay World Tour di Lana Del Rey (2025)

## Riconoscimenti
- Streamy Awards
  - 2021 – Lifestyle Creator

## Doppiatrici italiane
Nelle versioni in italiano dei suoi film, Addison Rae è stata doppiata da:
- Martina Felli in He's All That
- Sara Labidi in Thanksgiving